# Мармань (Шер)
Марма́нь (фр. Marmagne) — коммуна во Франции, находится в регионе Центр. Департамент — Шер. Входит в состав кантона Сен-Дульшар. Округ коммуны — Бурж.
Код INSEE коммуны — 18138.

## География
Коммуна расположена приблизительно в 195 км к югу от Парижа, в 95 км южнее Орлеана, в 9 км к западу от Буржа.
По территории коммуны проходит канал Берри и протекает река Йевр.

## Население
Население коммуны на 2008 год составляло 2003 человека.
| 1962 | 1968 | 1975 | 1982 | 1990 | 1999 | 2008 |
| ---- | ---- | ---- | ---- | ---- | ---- | ---- |
| 1319 | 1321 | 1684 | 1774 | 1908 | 1941 | 2003 |

## Администрация
| Период | Период | Фамилия        | Партия      | Примечания |
| ------ | ------ | -------------- | ----------- | ---------- |
| 1983   | 1997   | Жан Дюпера     |             |            |
| 1997   | 2001   | Колет Журден   |             |            |
| 2001   | 2003   | Жак Топен      |             |            |
| 2003   | 2014   | Эймар де Жерме | Новый центр |            |

## Экономика
В 2007 году среди 1312 человек в трудоспособном возрасте (15-64 лет) 1013 были экономически активными, 299 — неактивными (показатель активности — 77,2 %, в 1999 году было 72,6 %). Из 1013 активных работали 962 человека (506 мужчин и 456 женщин), безработных было 51 (22 мужчины и 29 женщин). Среди 299 неактивных 111 человек были учениками или студентами, 123 — пенсионерами, 65 были неактивными по другим причинам.

## Достопримечательности
- Церковь Сен-Дени (XIII век)
- Аббатство Бовуар (XIII век)
- Замок Мармань (XVII век)
- Несколько зданий XVII века

## Фотогалерея
- Церковь Сен-Дени
- Вокзал
- Карта коммуны